# Chlorophorus mongolicus
Chlorophorus mongolicus là một loài bọ cánh cứng trong họ Cerambycidae.